# Nidalia deichmannae
Nidalia deichmannae is een zachte koraalsoort uit de familie Nidaliidae. De koraalsoort komt uit het geslacht Nidalia. Nidalia deichmannae werd in 1954 voor het eerst wetenschappelijk beschreven door Utinomi. 